# Bellingham (Northumberland)
Bellingham è un villaggio e parrocchia civile dell'Inghilterra, appartenente alla contea del Northumberland.